# Гідрографія Польщі

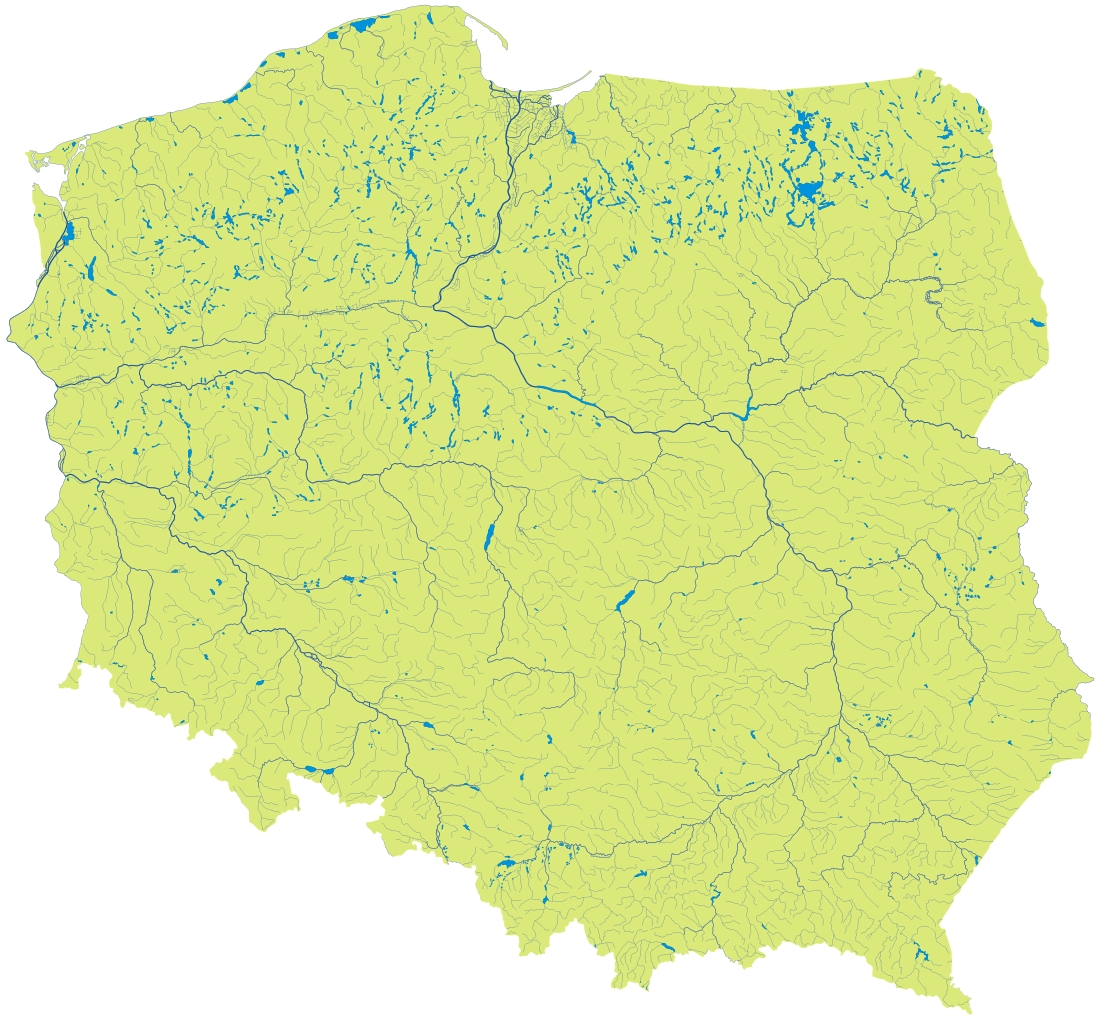
Гідрографічна мережа Польщі

В країні густа річкова мережа. Головні річки — Вісла з притоками Сян, Вепш, Буг і Одра (Одер). Багато озер. Єдине море Балтійське.

## Балтійське море
Довжина берегової лінії - 491 км, площа пр. 8200 км2. Найбільші затоки: Віслинська затока, Гданська затока, Пуцька затока, Щецинська затока.

## Річки
Найдовша річка країни — Вісла довжиною 1030 км; Одер, яка є складовою частиною західного кордону Польщі — 854 км. Значні річки країни: Варта — 808 км (притока Одри), Буг і Сян (притока Вісли) 772 і 443 км, відповідно. Вісла і Одер впадають у Балтійське море, як і численні малі річки в Померанії. Лина і Анграпа впадають до Преголя, а Чарна-Ханьча — в Німан, які несуть свої води теж до Балтійського моря. Хоча переважна більшість річок в Польщі, течуть у напрямку до Балтійського моря, натомість в польських Бескидах беруть свій початок верхні притоки річки Орава, яка впадає до Вагу і несе потім свої води до Дунаю і в Чорне море. На краю Східних Бескидів беруть свій початок потоки, які впадають в Дністер басейну Чорного моря.
Річки Польщі, використовувалися з давніх часів для навігації, вікінги плавали по Віслі та Одеру на своїх човнах. У середньовіччі і на початку Нового часу, коли Річ Посполита була житницею Європи, відвантаження зерна та іншої сільськогосподарської продукції вниз Віслою до Гданська і далі в Західну Європу мало велике значення для цих територій.

### Топ-10 найдовших річок
|    | Назва        | Назва польською мовою | Загальна довжина (км) | на території Польщі (км) | Водозбірна площа (км²) | на території Польщі (км²) |
| -- | ------------ | --------------------- | --------------------- | ------------------------ | ---------------------- | ------------------------- |
| 1  | Вісла        | Wisła                 | 1047                  | 1047                     | 194.424                | 168.699                   |
| 2  | Одра         | Odra                  | 854                   | 742                      | 118.861                | 106.058                   |
| 3  | Варта        | Warta                 | 808                   | 808                      | 54.529                 | 54.529                    |
| 4  | Західний Буг | Bug                   | 772                   | 587                      | 39.420                 | 19.284                    |
| 5  | Нарев        | Narew                 | 484                   | 448                      | 75.175                 | 53.873                    |
| 6  | Сян          | San                   | 443                   | 443                      | 16.861                 | 14.390                    |
| 7  | Нотець       | Noteć                 | 391                   | 391                      | 17.330                 | 17.330                    |
| 8  | Пилиця       | Pilica                | 319                   | 319                      | 9.273                  | 9.273                     |
| 9  | Вепш         | Wieprz                | 303                   | 303                      | 10.415                 | 10.415                    |
| 10 | Бубр         | Bóbr                  | 272                   | 270                      | 5.876                  | 5.830                     |

## Озера
Озера Польщі за походженням — льодовикові (здебільшого, окрім гірських) та розташовані загалом в північній частині країни, згруповані у районах, так званих озерних краях. У Польщі налічується майже 10 000 закритих водойм, що охоплюють більше 1 га (2,47 акри) кожне. Польща відноситься до країн з великою кількістю озер (на одиницю площі, розташовані восновному, в північній частині країни. ). У Європі лише Фінляндія має більшу щільність озер. Найбільші озера (з площею понад 100 км²): Снярдви і Мамри в Мазурії, а також Лебсько та Дравсько в Померанії. На додаток до цих озер є цілі озерні краї (у Вармінсько-Мазурському, Поморському, Любуському, Великопольському воєводствах), існує також велика кількість гірських озер в Татрах, наприклад Морське Око. Озеро з найбільшою глибиною (понад 100 м) — озеро Ханьча в Вігри озерному краї, на схід від Мазурії в Підляському воєводстві.
Здавна народності, що населяли Польщу обживали озера, використовуючи їх в народному господарстві та з захисною метою. Серед перших таких археологічних знахідок є поселення в Великопольському озерному краї. В будинках на озерах в Біскупіне мешкали більш ніж тисячу жителів, вони були датовані VII століттям до н. е. й належали народностям Лужицької культури. Предки сьогоднішніх поляків, будували свої перші фортеці на островах в навколишніх озерах. Так, легендарний князь Попель нібито заклав залогу Крушвіца на озері Ґорло. Перший історично зафіксований правитель Польщі, князь Мешко I, заклав й мешкав в палаці на острові на річці Варта поблизу Познані.
Перше дослідження про кількість і розподіл озер в Польщі була робота Вінсента Поля з 1875 , який  дослідив 5673 озер між Одером і Дніпром. У 1925 з'явилися роботи С. Lencewicza, який склав список 6659 озер. 
Порівняно з 1954 р. кількість озер знизилася приблизно до 2215. Це було пов'язано з швидким зникненням маленьких озер. Польські озера складають всього 0,9% території країни. Для порівняння, у Швеції озера займають більше 8,5% площі, а в Канаді, близько 7,6 відсотків.

### Найбільші озера
| Назва озера | Назва польською | Назва воєводство                | Площа (км²) | Басейн                       | Висота на рівнем моря, м | Фото |
| ----------- | --------------- | ------------------------------- | ----------- | ---------------------------- | ------------------------ | ---- |
| Снярдви     | Śniardwy        | Вармінсько-Мазурське воєводство | 113,8       | Піса                         | 117 м                    |      |
| Мамри       | Mamry           | Вармінсько-Мазурське воєводство | 104,4       | Анграпа                      | 116,2 м                  |      |
| Лебсько     | Łebsko          | Поморське воєводство            | 71,4        | Леба                         | 0,3 м                    |      |
| Домб'є      | Dąbie           | Західнопоморське воєводство     | 56,0        | Одра                         | 0,1 м                    |      |
| Мєдвє       | Miedwie         | Західнопоморське воєводство     | 35,3        | Плоня                        | 14,1                     |      |
| Єзьорак     | Jeziorak        | Вармінсько-Мазурське воєводство | 34,6        | Дрвенца                      | 99,4 м                   |      |
| Негоцін     | Niegocin        | Вармінсько-Мазурське воєводство | 26,0        | Піса                         | 116 м                    |      |
| Гардно      | Gardno          | Поморське воєводство            | 24,7        | Лупава                       | 0,3 м                    |      |
| Ямно        | Jamno           | Західнопоморське воєводство     | 22,4        | вливається у Балтійське море | 0,1 м                    |      |
| Віґри       | Wigry           | Підляське воєводство            | 21,8        | Чорна Ганча                  | 131,9                    |      |